# Варвара (дем Аристотел)
Вижте пояснителната страница за други значения на Варвара.
Варвара (на гръцки: Βαρβάρα) е село в Република Гърция, част от дем Аристотел, област Централна Македония, с 613 жители (2001).

## География
Варвара е село в историко-географската област Мадемохория (Мадемските села). Разположено е в североизточната част на Халкидическия полуостров, в северното подножие на планината Пиявица (Стратонико), под връх Древенико (729,3 m), на 20 километра северно от Арнеа (Леригово).

## История

### В Османската империя
В края на XIX век Варвара е гръцко село в Касандренска кааза на Османската империя. Църквата „Света Варвара“ край селото е от 1875 година. Александър Синве („Les Grecs de l’Empire Ottoman. Etude Statistique et Ethnographique“) в 1878 година пише, че във Варвара (Varvara), Йерисовска епархия, живеят 840 гърци. Към 1900 година според статистиката на Васил Кънчов („Македония. Етнография и статистика“) във Варвара живеят 600 жители гърци християни.
По данни на секретаря на Българската екзархия Димитър Мишев („La Macédoine et sa Population Chrétienne“) в 1905 година във Варвара (Varvara) има 555 гърци.

### В Гърция
В 1912 година, по време на Балканската война, във Варвара влизат гръцки части и след Междусъюзническата война в 1913 година остава в Гърция.
| Име        | Име         | Ново име   | Ново име   | Описание                                                    |
| ---------- | ----------- | ---------- | ---------- | ----------------------------------------------------------- |
| Мигдо      | Μύγδω       | Геракина   | Γερακίνα   | възвишение в Пиявица на СЗ от Варвара (604 m)               |
| Бостания   | Μποστάνια   | Периволия  | Περιβόλια  | река на С от Варвара                                        |
| Бостануди  | Μποστανούδι | Аитокорфи  | Άητοκορφη  | връх в Пиявица на Ю от Варвара                              |
| Метопо     | Σγουρους    | Метопо     | Μέτωπο     |                                                             |
| Кравякас   | Κράβιακας   | Алепофолия | Άλεποφωλία | река на ЮИ от Варвара (Бургас)                              |
| Гросия     | Γροσια      | Аиторахи   | Άητοράχη   | връх в Пиявица на И от Варвара                              |
| Слава нива | Σλαβανίβα   | Мити       | Μύτη       | връх в Пиявица на И от Варвара (696 m)                      |
| Горница    | Γκορνιτσα   | Литария    | Λιθάρια    | връх в Сугляни на СИ от Варвара                             |
| Дристес    | Δρίστες     | Скотино    | Σκοτεινό   | връх в Сугляни на СИ от Варвара (773,7 m)                   |
| Зерново    | Ζερνοβου    | Рематаки   | Ρεματάκι   | река в Сугляни на СИ от Варвара, ляв приток на Маврос Лакос |
| Дристес    | Δρίστες     | Порос      | Πόρος      | река в Сугляни на СИ от Варвара, ляв приток на Маврос Лакос |
| Цаирия     | Τσαΐρια     | Ливадия    | Λιβάδια    |                                                             |
| Ленцикос   | Λέντσικος   | Корифи     | Κορυφή     |                                                             |

## Личности
Родени във Варвара
- Атанасиос Минопулос (1874 – 1962), гръцки андартски капитан
- Георгиос Астериу (? – 1847), гръцки революционер
- Григорий Константи, гръцки зограф от XIX век